# 西甲里 (臺南市)
西甲里是一個位於臺灣臺南市將軍區的里，其名稱取自「漚汪四甲」之西甲，於2018年4月30日由西華里與西和里整併而成，並劃為15鄰。

## 範圍
西甲里位於將軍區東南部，北、東分別為同屬漚汪聚落之忠嘉里、長榮里，西接將軍里，南則毗鄰七股區大潭、後港里，境內有西甲（含埔仔尾）、番子厝二聚落。

## 歷史
西甲里於日治時期屬漚汪二保、三保，戰後二保設西華村、三保則設西和村及西湖村。1978年改行「大村制」，將軍鄉原有之24村改編為18村，西湖村改編入西和村。2010年臺南縣市合併後，改編為西華里、西和里，後復於2018年里鄰調整時合併為西甲里。

## 註解
1. ↑  另有北甲、中甲（皆屬忠嘉里）及東甲（屬長榮里）。[參⁠ 4][參⁠ 5][參⁠ 6]
2. ↑   註: